# Cztery pokoje
Cztery pokoje (ang. Four Rooms) – film fabularny z 1995 roku. Składa się z czterech nowel wyreżyserowanych przez czterech różnych reżyserów: Allison Anders – Brakujący składnik (The Missing Ingredient), Alexandre Rockwell – Nie ten mężczyzna (The Wrong Man), Roberta Rodrigueza – Rozrabiaki (The Misbehavers) i Quentina Tarantino – Mężczyzna z Hollywood (The Man from Hollywood). Każdy z reżyserów opracował jedną z czterech historii.
Nowele przedstawiają historie, które wydarzyły się w hotelu w Los Angeles w noc sylwestrową. W filmie pojawiają się m.in. Bruce Willis, Quentin Tarantino, Antonio Banderas i Madonna.

## Obsada
- Tim Roth jako Ted, boy hotelowy
- Marisa Tomei jako Margaret
- Kathy Griffin jako Betty
- Antonio Banderas jako mężczyzna
- Jennifer Beals jako Angela
- Paul Calderon jako Norman
- Sammi Davis jako Jezebel
- Valeria Golino jako Athena
- Madonna jako Elspeth
- David Proval jako Sigfried
- Patricia Vonne Rodriguez jako zwłoki prostytutki
- Ione Skye jako Eva
- Lili Taylor jako Raven
- Tamlyn Tomita jako żona
- Quentin Tarantino jako Chester Rush
- Bruce Willis jako Leo
- Salma Hayek jako tancerka w TV
- Paul Skemp jako Real Theodore